# Tobaccoville
Tobaccoville é uma vila localizada no estado norte-americano de Carolina do Norte, no Condado de Forsyth e Condado de Stokes.

## Demografia
Segundo o censo norte-americano de 2000, a sua população era de 2209 habitantes.
Em 2006, foi estimada uma população de 2536, um aumento de 327 (14.8%).

## Geografia
De acordo com o United States Census Bureau tem uma área de
18,4 km², dos quais 18,4 km² cobertos por terra e 0,0 km² cobertos por água.

## Localidades na vizinhança
O diagrama seguinte representa as localidades num raio de 16 km ao redor de Tobaccoville.